# Sphingonotus hyalopterus
Sphingonotus hyalopterus is een rechtvleugelig insect uit de familie veldsprinkhanen (Acrididae). De wetenschappelijke naam van deze soort is voor het eerst geldig gepubliceerd in 1989 door Zheng & Cao.